# ザ・ナイスMAGAZINE
『ザ・ナイスMAGAZINE』（ザナイスマガジン）はかつて司書房が1986年から1998年まで発行していた成人向け雑誌。

## 概説
前身は1985年12月に『コットンpress』として創刊して1986年7月にザ・ナイスMAGAZINEとして改称した。主にアダルトビデオの新作紹介などの記事がメイン。1998年8月休刊。